# Sollbrüggenpark

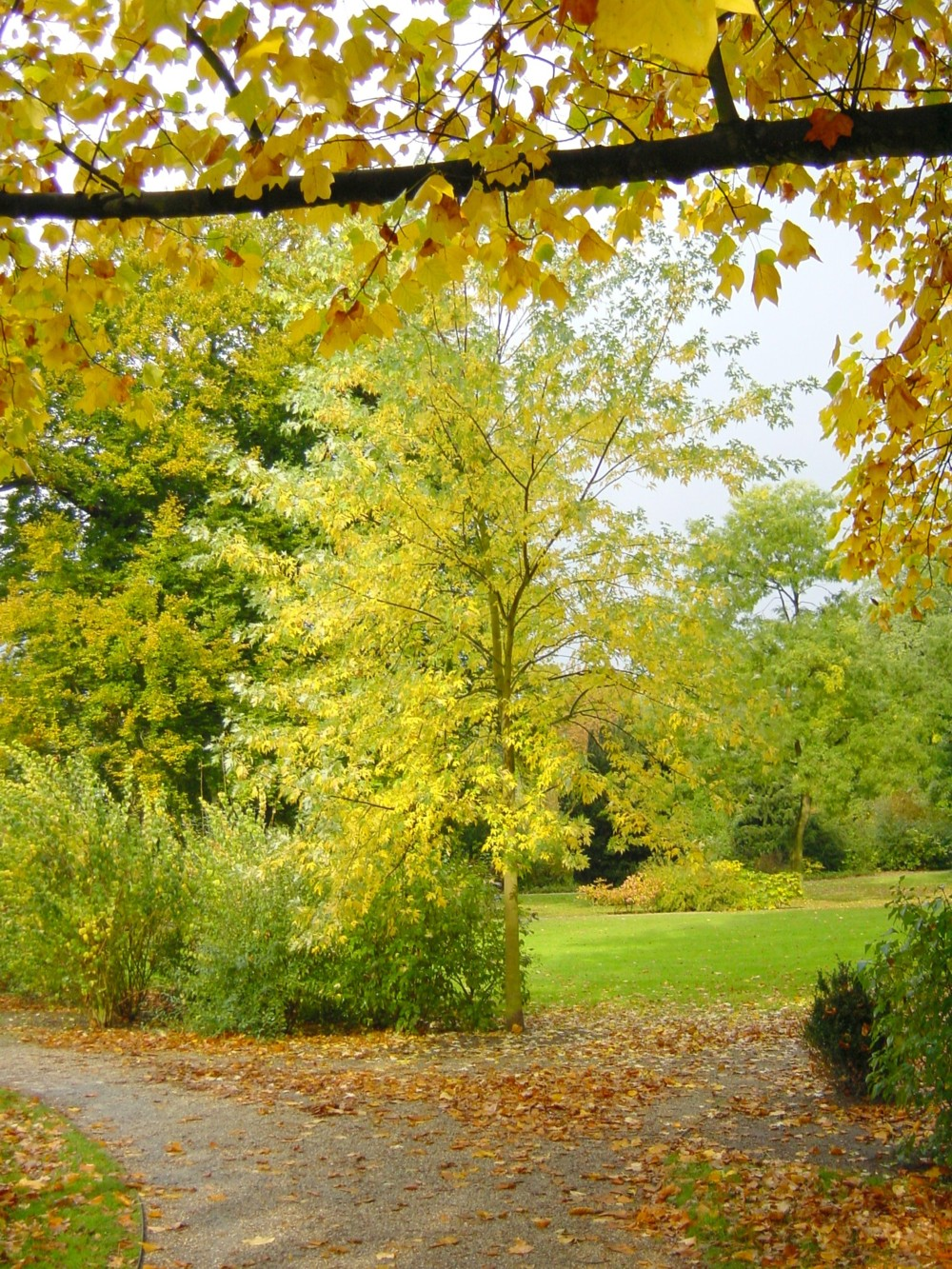
Sollbrüggenpark

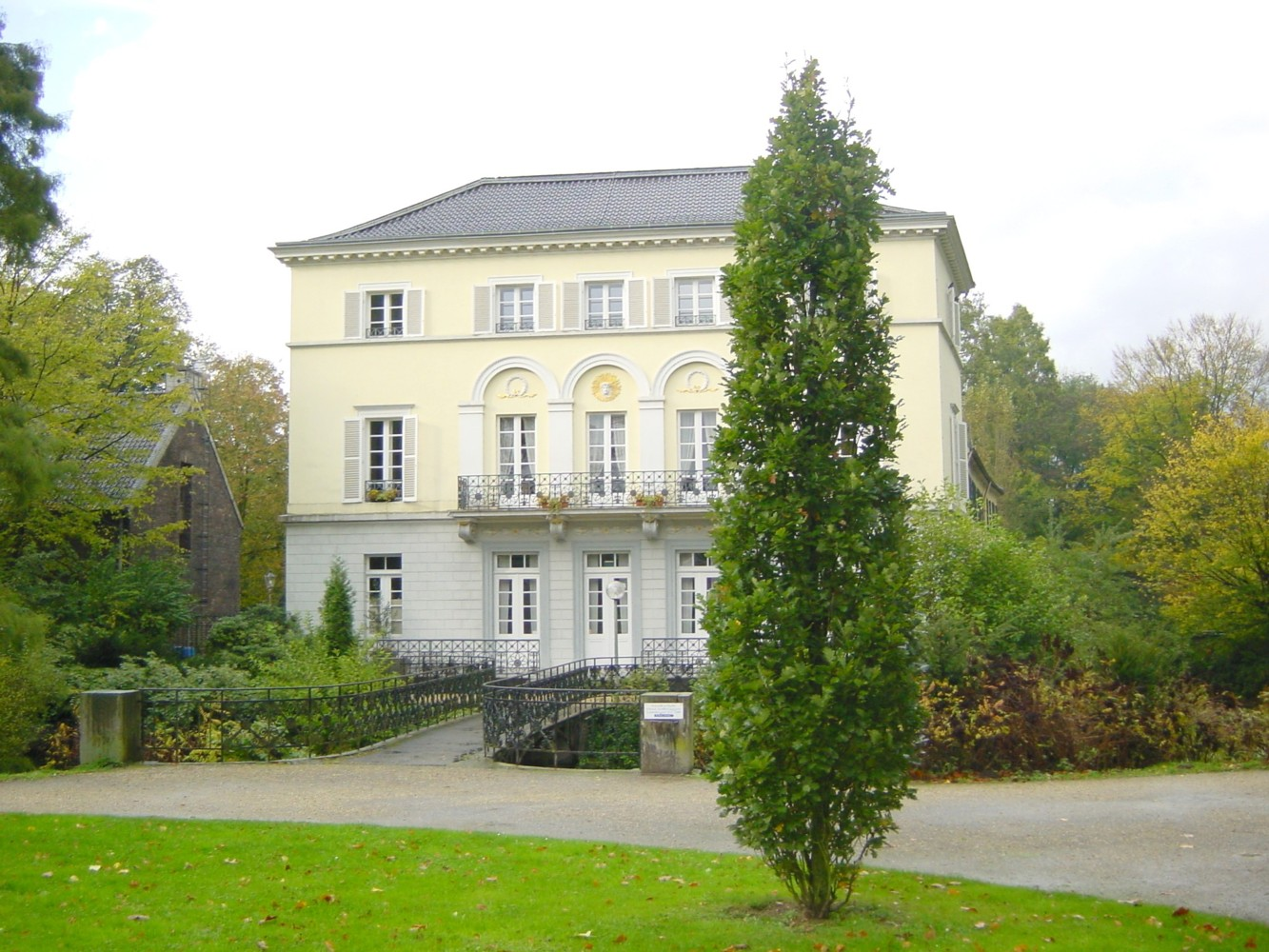
Haus Sollbrüggen

Der Sollbrüggenpark liegt in dem Krefelder Vorort Bockum. Er beherbergt das Haus Sollbrüggen, ehemaliges Landhaus eines Krefelder Seidenweberei-Besitzers (heute: Musikschule Sollbrüggenpark), und wird als eine der schönsten Parkanlagen Krefelds bezeichnet.

## Der Park
Die heute knapp 6 Hektar große Anlage ist im Stil eines englischen Landschaftsparks im 19. Jahrhundert entstanden. Die Planung wird dem Gartenarchitekten Maximilian Friedrich Weyhe zugeschrieben; die ursprüngliche Gestalt ist im Laufe der Geschichte aber zum Teil stark verändert worden. Der Park ist Teil der historischen Grünverbindung vom Stadtteil Linn in die Innenstadt von Krefeld. Im Rahmen der Gartenbauausstellung Euroga2002plus wurde auch der Sollbrüggenpark nach erhaltenen Plänen rekonstruiert, unter anderem ein Pleasureground wieder angelegt. Die Anlage wurde aufgrund ihrer Bedeutung und Attraktivität in die Straße der Gartenkunst zwischen Rhein und Maas aufgenommen.
Im Sollbrüggenpark steht die einzige Leiereiche (Wassereiche, botanisch Quercus lyrata) aller Krefelder Parkanlagen. Außerdem befindet sich dort seit 1971 eine vom Künstler Hans Joachim Albrecht geschaffene sechs Meter hohe Stele aus Sipoholz. Sie trägt den Titel „Figürliche Doppelform“.

## Haus Sollbrüggen
Das Haus Sollbrüggen ist ursprünglich ein mittelalterliches und von Wassergräben umgebenes Rittergut, welches erstmals im 12. Jahrhundert erwähnt wurde. Das Gut brannte 1781 komplett nieder und wurde wieder aufgebaut. Der älteste noch erhaltene Teil des Gebäudes ist das Torhaus aus dem 18. Jahrhundert. Nord- und Südflügel stammen aus dem 19. Jahrhundert. 1840 wurde das Haus wahrscheinlich nach Plänen von Adolph von Vagedes im Stil des Klassizismus als Landsitz des Seidenfabrikanten Peter de Greiff umgebaut. 
Die Anlage ist seit 1925 in städtischem Besitz und beherbergt seit 1955 die Musikschule Krefeld. Das unter Denkmalschutz stehende Haus weist in einigen Räumen Wand- und Deckenmalereien aus der Gründerzeit und dem Jugendstil auf. Die illusionistischen Malereien im Obergeschoss wurden vermutlich von den aus Mainz stammenden Brüdern Jakob und Benjamin Orth geschaffen. In den Jahren 2001–2003 wurden alle Malereien im Haus Sollbrüggen aufwändig restauriert.